# Páramos
Die Comarca Páramos ist eine der zehn Comarcas in der Provinz Burgos der autonomen Gemeinschaft Kastilien und León.
Sie umfasst 8 Gemeinden auf einer Fläche von 811,87 km² mit dem Hauptort Valle de Sedano.

## Gemeinden
| Gemeinde              | Einwohner (2024) | Fläche km² | Dichte Einw./km² | Cod INE | Postleitzahl |
| --------------------- | ---------------- | ---------- | ---------------- | ------- | ------------ |
| Basconcillos del Tozo | 294              | 120,67     | 2                | 09045   | 09126        |
| Humada                | 116              | 85,19      | 1                | 09175   | 09124        |
| Rebolledo de la Torre | 92               | 50,51      | 2                | 09306   | 34492        |
| Sargentes de la Lora  | 133              | 86,22      | 2                | 09361   | 09145        |
| Tubilla del Agua      | 128              | 78,69      | 2                | 09395   | 09143        |
| Úrbel del Castillo    | 58               | 30,83      | 2                | 09398   | 09125        |
| Valle de Sedano       | 409              | 264,06     | 2                | 09905   | 09142        |
| Valle de Valdelucio   | 330              | 95,70      | 3                | 09415   | 09127        |
| Comarca Páramos       | 1.560            | 811,87     | 2                | –       | –            |